# Kosta Poltavets
Konstatin Kosta Poltavets (Russisch: Коста Полтавéц) (Charkiv, 27 november 1962) is een Nederlandse schaats- en oud-bondscoach. Ook is hij ruim vijftien jaar subtop-triatleet geweest. Zijn beste tijd op de marathon is 2:22.57, op de halve marathon 1:10.07.

## Biografie
Poltavets ontvluchtte in 1994 Oekraïne omdat hij slachtoffer was van antisemitisme als zoon van een Joodse moeder. In tegenstelling tot veel van zijn Joodse vrienden verhuisde hij niet naar Israël, maar naar Nederland omdat hij via de triatlon veel Nederlandse kennissen had. 

### Schaatscarrière
Poltavets woonde eerst in het asielzoekerscentrum in Geleen en verhuisde niet veel later in 1997 naar Heerenveen om conditietrainer van het Gewest Friesland te worden waar Sijtje van der Lende trainer was. Tussen 2001 en 2009 was hij assistent-trainer van de sprinters bij DSB van onder meer Stefan Groothuis en Jan Bos en daarna ging hij bij de TVM-ploeg aan de slag. Daar begeleidde hij onder meer Jan Smeekens, Beorn Nijenhuis en Erben Wennemars.
In augustus 2010 werd bekend dat Poltavets in Rusland bondscoach werd tot sowieso de Olympische Winterspelen van 2014 in Sotsji. Zijn eerste succes boekte hij tijdens het EK 2011 in Collalbo waar zijn pupil Ivan Skobrev na tien jaar weer de titel voor Rusland binnen wist te halen. Op 21 maart 2013 werd zijn pupil Denis Joeskov wereldkampioen 1500 meter in de Adler Arena in Sotsji met een nieuw baanrecord van 1.46,32. Daar kwam op 23 maart wereldkampioene op de 1000 meter Olga Fatkoelina bij, die haar eigen baanrecord aanscherpte van 1.17,48 naar 1.15,44. Samen met de Pool Pawel Abratkiewicz en Italiaan Maurizio Marchetto vormde Poltavets de Russische schaatsploeg; later werkt hij samen met Viktor Sivkova.
Op 25 juni 2017 werd Poltavets in Oldeberkoop aangereden door een auto toen hij met zijn racefiets van een parkeerplaats kwam afrijden en vloog daarna een stuk door de lucht.
In seizoen 2021/2022 was Poltavets coach van Team Worldstream-Corendon. Na het opheffen van de ploeg ging hij aan de slag bij Team FrySk naast hoofdtrainer Siep Hoekstra.
Voor het seizoen 2024/2025 werd Poltavets de persoonlijke trainer van Jutta Leerdam.

## Persoonlijk
Poltavets is vader van Katja Poltavets (1995), als singer-songwriter bekend als Katie Koss.